# Anda Upīte
Anda Upīte (Riga, 21 marzo 2000) è una slittinista lettone.

## Biografia

### Stagioni 2014-2021
Iniziò a gareggiare per la nazionale lettone nella categoria giovani nella specialità del singolo prendendo parte alle ultime tre tappe della Coppa del Mondo di categoria 2013/14 che concluse in ventiseiesima posizione ed ai campionati mondiali nella classe juniores di Innsbruck 2014 terminati al trentanovesimo posto. La stagione seguente, sempre a livello giovani, ottenne la diciannovesima piazza in Coppa e chiuse ottava nel circuito annuale successivo; partecipò inoltre ai Giochi olimpici giovanili di Lillehammer 2016 in cui colse la nona posizione nel singolo e la quinta nella gara a squadre.
Nel 2016/17, pur essendo nei limiti previsti per poter ancora gareggiare nella categoria giovani, prese il via nella stagione di Coppa juniores, in cui giunse quindicesima, agli europei di categoria di Oberhof 2017 chiuse tredicesima ed ai mondiali pariclasse di Sigulda 2017 finì settima; l'annata successiva concluse ventitreesima in Coppa del Mondo, quattordicesima ai campionati continentali di Winterberg 2018 e pure in quelli iridati di Altenberg 2018, in cui ottenne inoltre il sesto posto nella prova a squadre.
Terminò la classifica di Coppa 2018/19 in quindicesima piazza, gli europei di Sankt Moritz 2019 in nona e i mondiali in undicesima, dove giunse anche quarta nella staffetta. Saltò quasi totalmente la stagione successiva per via di un infortunio che la tenne lontana dalle piste, riuscendo a partecipare solo all'ultimo confronto dell'annata agonistica: i campionati del Mondo juniores di Oberhof 2020 in cui colse la ventiduesima posizione; la Federazione internazionale, a causa della pandemia di COVID-19 decise di annullare l'intera seguente stagione per quanto concerne le gare delle classi giovani e juniores, conseguentemente la Upīte non partecipò ad alcuna competizione internazionale.

### Stagioni 2022-2025

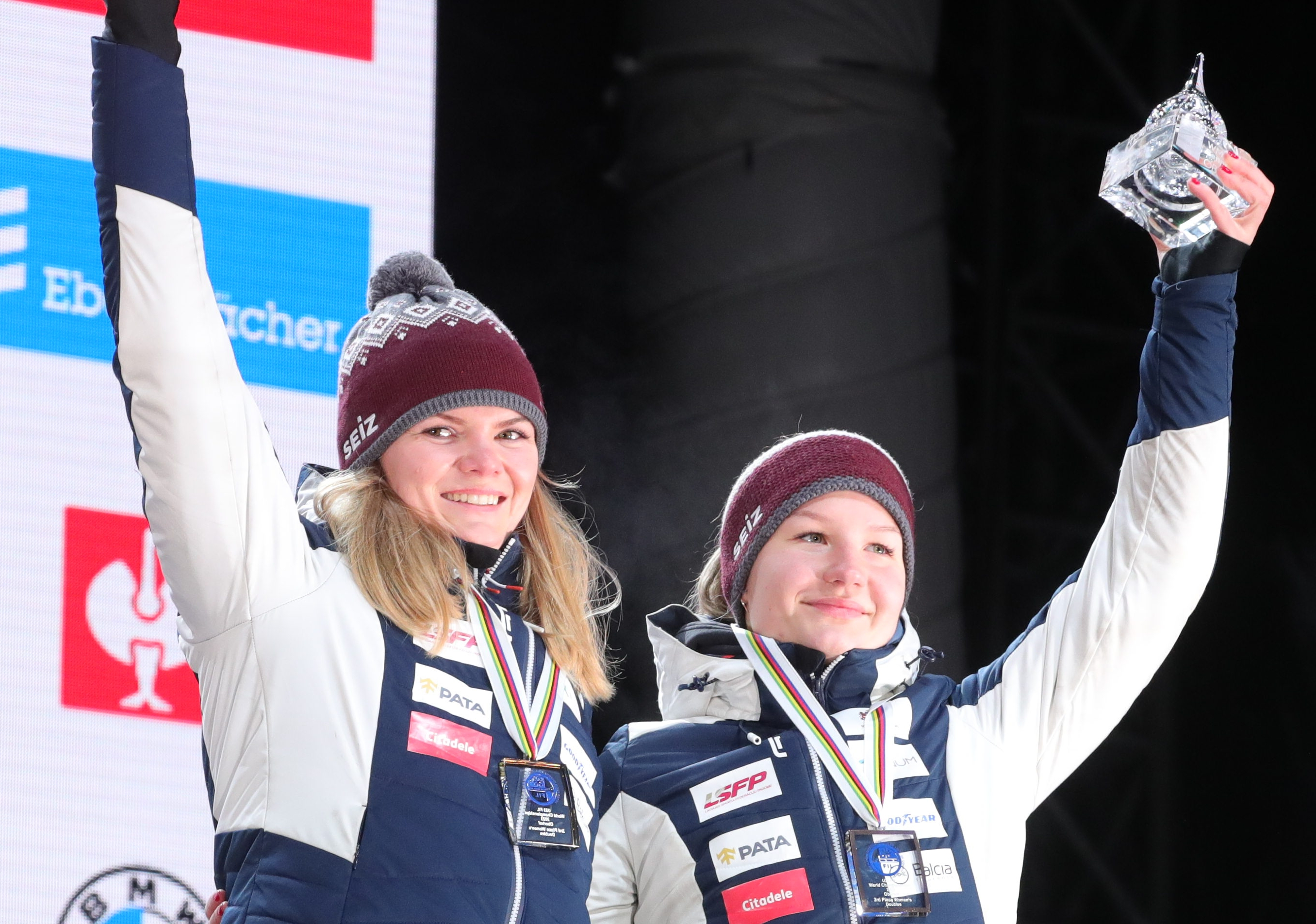
Upīte (a sinistra) e Ozoliņa sul podio della gara under 23 ai mondiali di Oberhof 2023.

Nel 2021/22, abbandonata la specialità del singolo, fece il suo esordio nella categoria assoluta cimentandosi nel doppio in coppia con Sanija Ozoliņa, in quella che fu la stagione di debutto del doppio femminile in Coppa del Mondo a livello assoluto, che si disputò con le modalità di "gara nella gara" per atlete di qualsiasi età durante il circuito di Coppa juniores; nella prova inaugurale di La Plagne il 2 dicembre 2021 ottenne il quinto posto ed il giorno successivo, sulla stessa pista francese, conquistò il suo primo podio giungendo terza; al termine della stagione si classificò in sesta posizione nella graduatoria finale con due podi ottenuti sulle sei gare disputate. Prese inoltre parte al primo campionato mondiale nella disciplina biposto di Winterberg 2022 in cui giunse settima.
L'annata seguente si aprì con un podio il 4 dicembre 2022 nella gara del doppio sprint nella prova inaugurale della stagione ad Innsbruck; il 7 gennaio 2023, nella prima delle due tappe casalinghe a Sigulda, ottenne la prima vittoria in Coppa nella specialità del doppio, mentre nella seconda, valevole anche come campionato europeo, conquistò la medaglia d'argento ed il primo posto nella graduatoria riservata alle atlete under 23. In classifica generale di Coppa del Mondo, grazie anche all'ulteriore vittoria nella sprint di Winterberg, terminò al quarto posto mentre ai mondiali di Oberhof 2023 giunse quinta nella gara sprint e quarta nella prova classica, piazzamento che le valse il bronzo nella speciale classifica per le under 23.

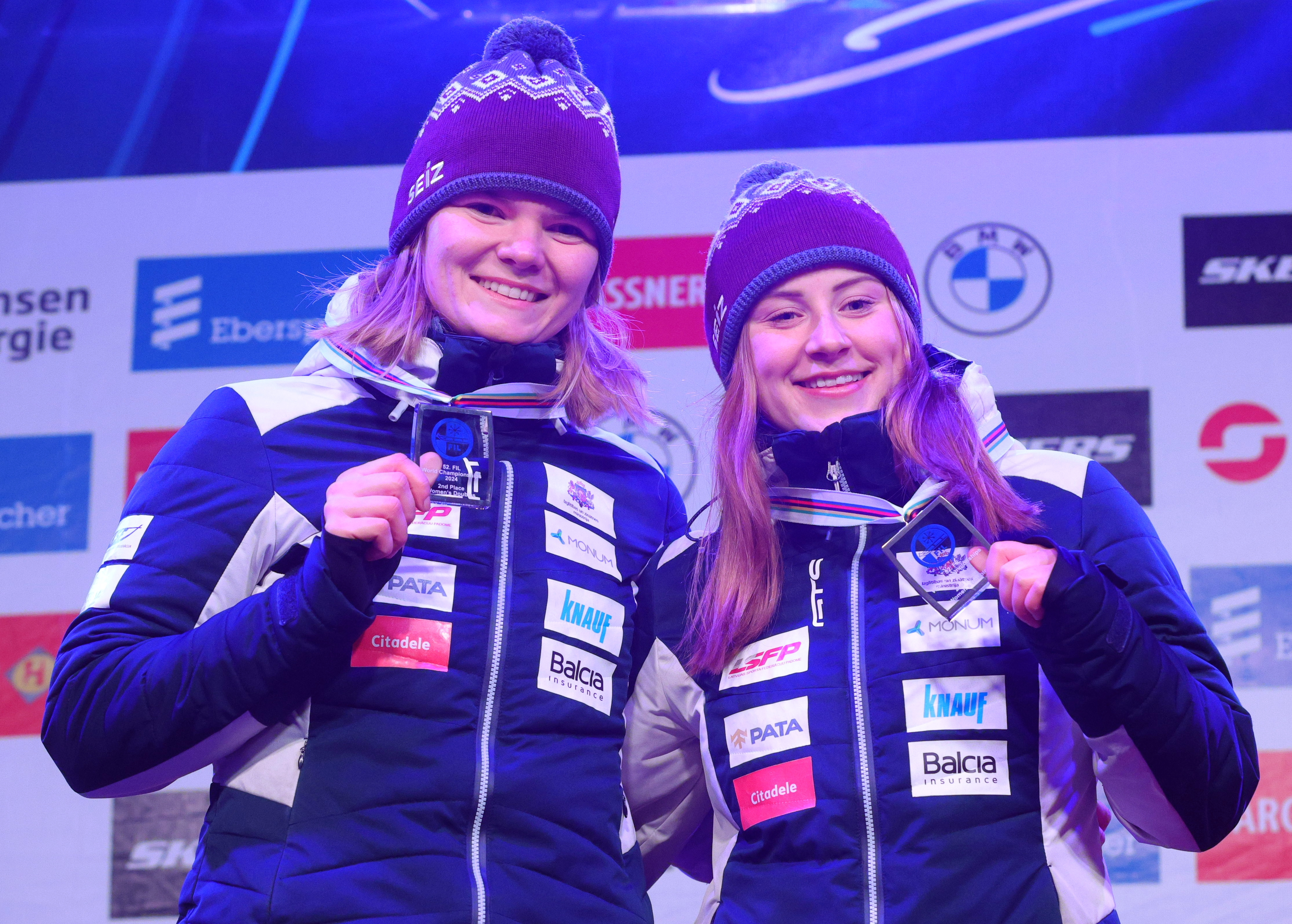
Upīte (a sinistra) e Kaluma con la medaglia d'argento conquistata nel doppio ai mondiali di Altenberg 2024.

 Nella successiva stagione, a causa di un incidente occorso durante le prove della seconda tappa disputatasi sulla pista di Whistler, la sua compagna Ozoliņa subì una commozione cerebrale che la obbligò non soltanto a saltare il resto dell'annata agonistica, ma altresì ad abbandonare anzitempo la carriera sportiva; dalla gara seguente a Winterberg fece quindi coppia con Zane Kaluma, all'esordio assoluto nella specialità, e conclusero la prova al settimo posto; la settimana dopo, nella tappa valida anche come campionato europeo di Innsbruck 2024, terminò quarta nella prova a coppie; a fine gennaio prese quindi parte ai mondiali di Altenberg 2024 e, nonostante le pochissime discese effettuate insieme alla compagna, riuscì a conquistare tre medaglie nelle tre competizioni disputate: quelle d'argento nel doppio e nel doppio sprint e quella di bronzo nella gara a squadre; interruppe brevemente il sodalizio con Kaluma poiché quest'ultima venne inserita nella squadra junior per disputare gli europei ed i mondiali di categoria nel singolo, conseguentemente per le successive tre tappe fece coppia con Kitija Bogdanova, dato che la sua abituale compagna Marta Robežniece si lussò la spalla proprio durante la competizione iridata, e proprio nella loro prima gara di Coppa insieme, il 3 febbraio ancora sulla pista di Altenberg, giunsero seconde nel doppio mentre il giorno seguente vinsero nella prova a squadre. Nelle ultime due soste stagionali, corse sul tracciato casalingo di Sigulda, ritornò quindi a gareggiare con Zane Kaluma; nella graduatoria di Coppa del Mondo, considerato che i punti vengono assegnati alle coppie e non ai singoli atleti che le compongono, si classificò dunque in tredicesima, quattordicesima e diciassettesima posizione.
Dall'annata 2024/25 tornò a fare coppia stabilmente con Zane Kaluma, con la quale ottenne due terzi posti di Coppa nella specialità del doppio -sulle piste di Innsbruck e di Yanqing- e concluse quarta in classifica generale; colse la sesta piazza nel doppio e la quarta nella gara a squadre nella rassegna continentale di Winterberg 2025, mentre in quella iridata di Whistler 2025 fu settima sia nel doppio sia nella neonata specialità della staffetta mista doppio, insieme alla Kaluma ed ai connazionali Eduards Ševics-Mikeļševics e Lukass Krasts.

## Palmarès

### Mondiali
- 3 medaglie:
  - 2 argenti (doppio, doppio sprint ad Altenberg 2024);
  - 1 bronzo (gara a squadre ad Altenberg 2024).

### Europei
- 1 medaglia:
  - 1 argento (doppio a Sigulda 2023).

### Mondiali under 23
- 1 medaglia:
  - 1 bronzo (doppio ad Oberhof 2023).

### Europei under 23
- 1 medaglia:
  - 1 oro (doppio a Sigulda 2023).

### Coppa del Mondo
- Miglior piazzamento in classifica generale di Coppa del Mondo nel doppio: 4ª nel 2022/23 e nel 2024/25.
- 12 podi (7 nel doppio, 2 nel doppio sprint, 3 nelle gare a squadre):
  - 3 vittorie (1 nel doppio, 1 nel doppio sprint, 1 nelle gare a squadre);
  - 5 secondi posti (3 nel doppio, 2 nelle gare a squadre);
  - 4 terzi posti (3 nel doppio, 1 nel doppio sprint).

#### Coppa del Mondo - vittorie
| Data             | Luogo      | Paese    | Disciplina                                                                                              |
| ---------------- | ---------- | -------- | --- |
| 7 gennaio 2023   | Sigulda    | Lettonia | Doppio con Sanija Ozoliņa                                                                               |
| 12 febbraio 2023 | Winterberg | Germania | Doppio sprint con Sanija Ozoliņa                                                                        |
| 4 febbraio 2024  | Altenberg  | Germania | Gara a squadre con Elīna Ieva Vītola, Mārtiņš Bots, Roberts Plūme, Kristers Aparjods e Kitija Bogdanova |

### Coppa del Mondo juniores
- Miglior piazzamento in classifica di Coppa del Mondo juniores nel singolo: 15ª nel 2016/17 e nel 2018/19.

### Coppa del Mondo giovani
- Miglior piazzamento in classifica di Coppa del Mondo giovani nel singolo: 8ª nel 2015/16.